# Graafstroom
Graafstroom (anhörenⓘ) war eine Gemeinde der niederländischen Provinz Südholland und zählte am 31. Dezember 2012 laut Angabe des CBS 9.894 Einwohner. Am 1. Januar 2013 ging sie in der neuen Gemeinde Molenwaard auf. Die Gesamtfläche der Gemeinde betrug zum Zeitpunkt der Auflösung 69,32 km². Ihr Gebiet ist seit dem 1. Januar 2019 Teil der Gemeinde Molenlanden.

## Orte
In der Gemeinde lagen sieben Dörfer, nämlich:
- Bleskensgraaf einschließlich Hofwegen mit 2788 Einwohnern (Stand 1. Januar 2008) ist Sitz der Gemeindeverwaltung.
- Brandwijk, am alten Kanal namens Graafstroom, 1212 Einwohner; das Dorf hat einen donk, einen kleinen Sandhügel, auf dem fünf alte Bauernhöfe stehen.
- Goudriaan, im Nordosten der Gemeinde, 847 Einwohner.
- Molenaarsgraaf, gegenüber Brandwijk gelegen, 1086 Einwohner, Standort der Gemeindewerke.
- Ottoland, 985 Einwohner.
- Oud-Alblas, am westlichen Rand der Gemeinde, 2210 Einwohner.
- Wijngaarden oder Wingerden, 697 Einwohner.

## Lage und Wirtschaft
Die etwas entlegene Gemeinde befindet sich im Polder Alblasserwaard und wird von West nach Ost durch einen alten Kanal namens Graafstroom durchquert.
Unmittelbar südwestlich des Dorfes  Oud-Alblas liegen die Städte Papendrecht und Dordrecht.
Mit Bahn und Bus ist eine Reise in diese Gemeinde recht beschwerlich. Der nächste Bahnhof ist in der südlichen Nachbargemeinde Sliedrecht. Von dort aus fahren nur unregelmäßig Busse.
Die nächsten Autobahnanschlüsse sind die A15 Arnheim – Tiel – Dordrecht, Ausfahrt 24a Sliedrecht/Bleskensgraaf, so wie die A27 Utrecht – Breda, Ausfahrt 25 Noordeloos, und dann etwa 10 Kilometer nach Westen über die N214.
Die meisten Einwohner von Graafstroom sind Landwirte oder Pendler, die in den westlich gelegenen Ballungszentren um Rotterdam, Dordrecht usw. arbeiten.
In der Gemeinde gibt es zwei Fabriken, die Käse bzw. Kunststoffartikel herstellen.

## Geschichte und Sehenswürdigkeiten
Die heutige Gemeinde Graafstroom, die auf den Wasserlauf benannt worden ist, entstand 1986 durch Gemeindefusion.
Die einzelnen Dörfer sind wesentlich älter:
- Wie die Einwohner behaupten, soll Oud-Alblas sogar unter dem Namen Tablis auf der Peutinger Karte aus dem 4. Jahrhundert eingezeichnet worden sein. Auf jeden Fall war dieser Ort schon im 8. Jahrhundert bewohnt. Das Dorf hat eine Kirche mit einem Turm aus dem 14. Jahrhundert und mehrere schöne, alte Bauernhöfe.
- Bleskensgraaf dankt seinen Namen einem Lokalherrn, Willem van Blassekijn, der den Ort im 13. Jahrhundert verwaltete. Dieser war nicht unbedeutend, denn er hatte die hoge jurisdictie (= hohe Gerichtsbarkeit) inne. Das bedeutete, dass er Todesurteile aussprechen durfte. Das Dorf wurde im Zweiten Weltkrieg durch ein deutsches Bombardement, am 12. Mai 1940, stark beschädigt.
- Goudriaan und Molenaarsgraaf wurden 1260, bzw. 1244 erstmals urkundlich erwähnt, als der Bischof von Utrecht den Bau einer Kirche genehmigte. Goudriaan wurde im Mittelalter von Mitgliedern des berühmten Adelsgeschlechtes Van Brederode verwaltet.

All diese Dörfer haben wohl eine mehr oder weniger sehenswerte, alte Dorfkirche. Das Verkehrsamt von Dordrecht hat für diese Gegend Radwanderstrecken zusammengesetzt.

## Galerie

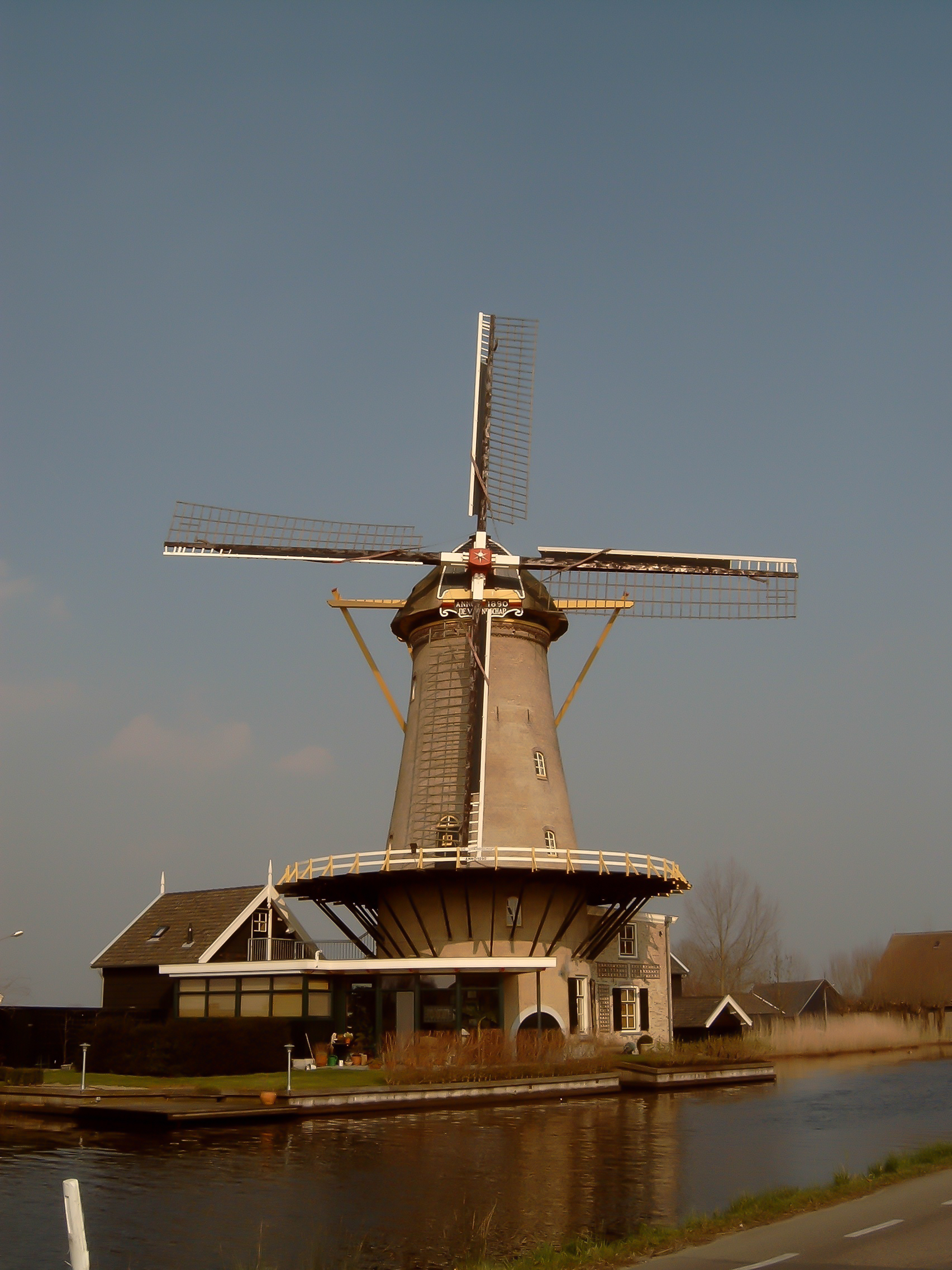
Bleskensgraaf, Mühle
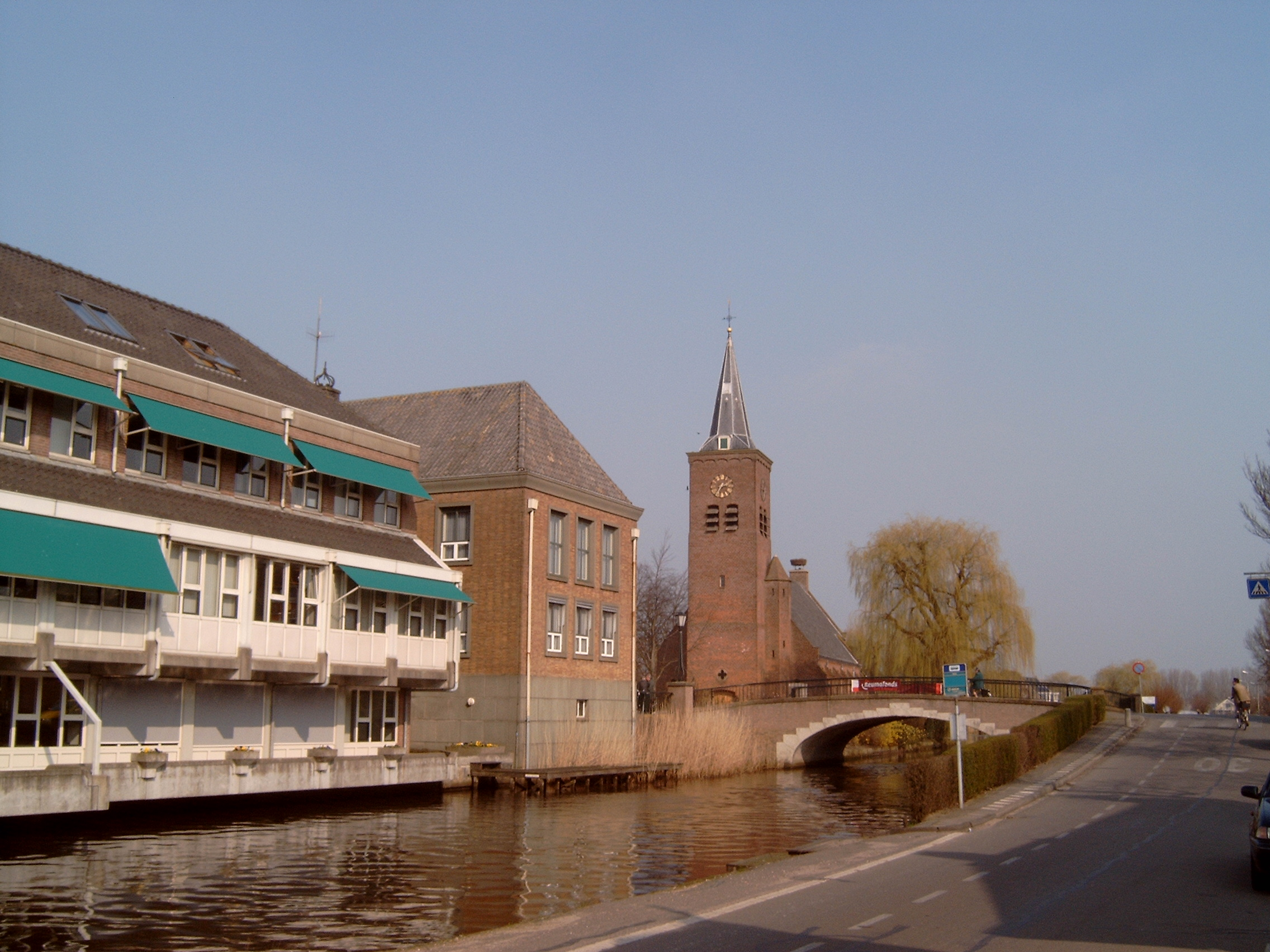
Bleskensgraaf, Kirche (entlegen)
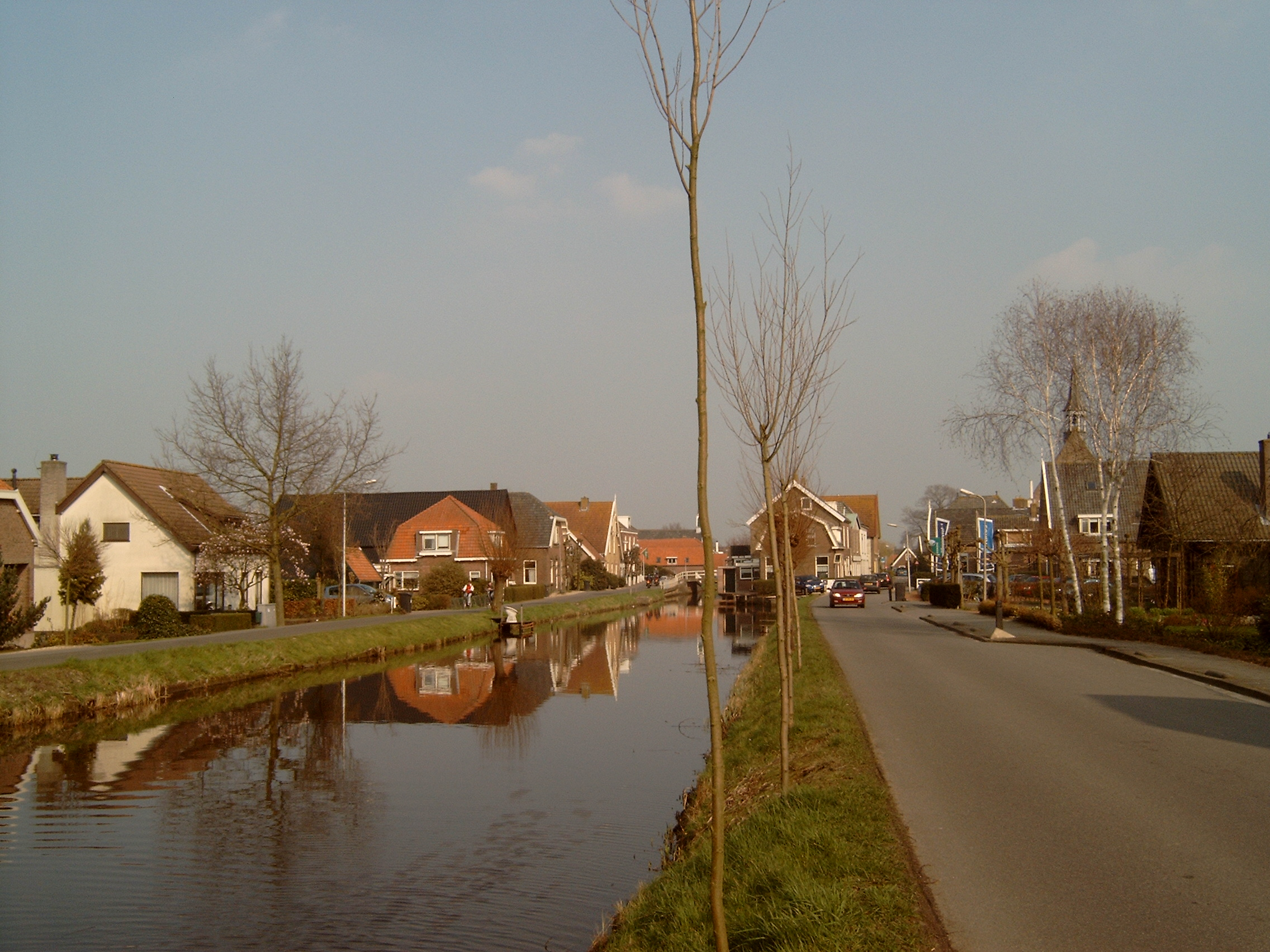
Molenaarsgraaf, das Dorf
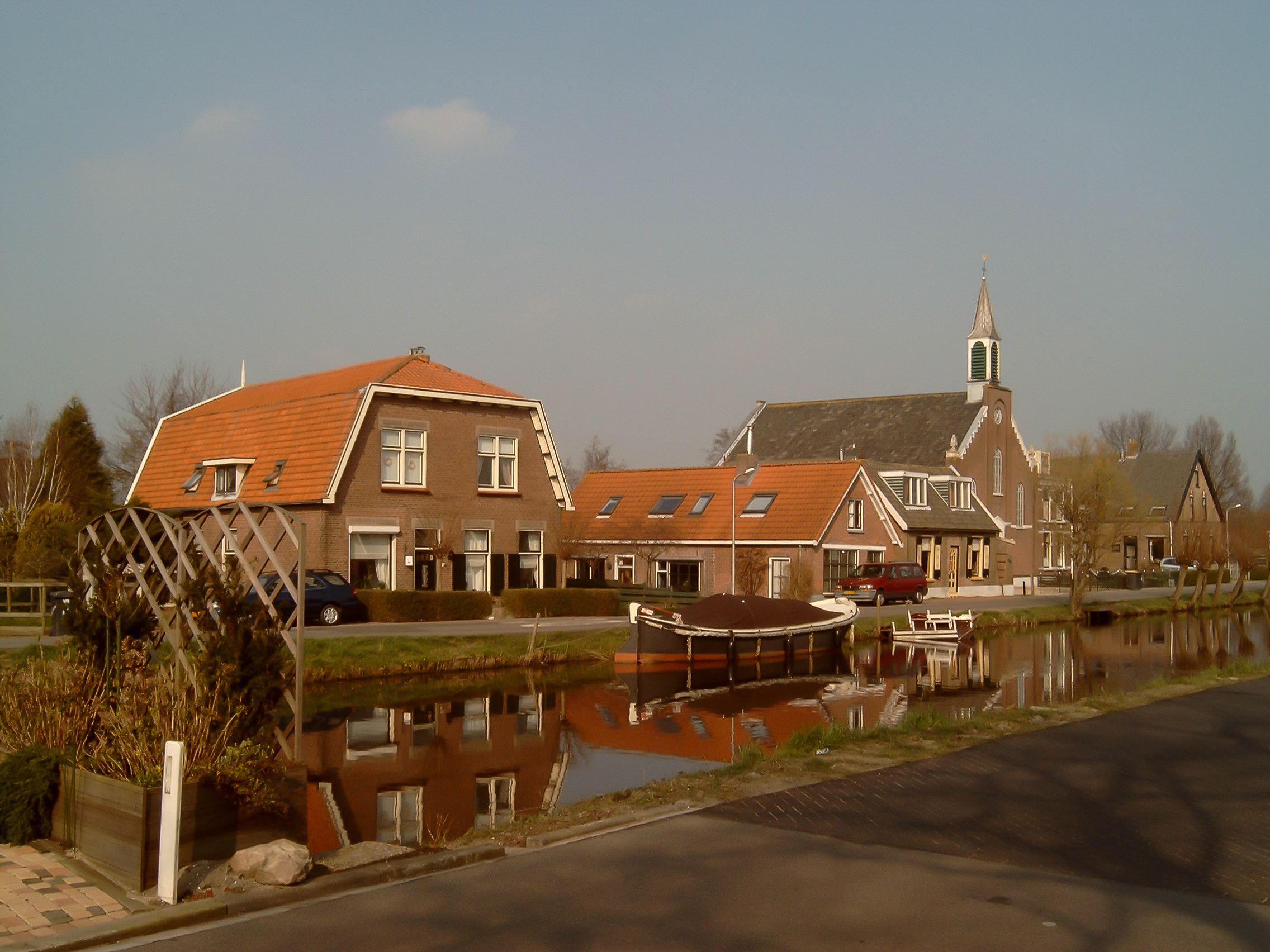
Brandwijk, das Dorf

## Politik

### Sitzverteilung im Gemeinderat
| Partei       | Sitze | Sitze | Sitze | Sitze |
| Partei       | 1998  | 2002  | 2006  | 2010  |
| ------------ | ----- | ----- | ----- | ----- |
| CDA          | 4     | 4     | 4     | 4     |
| ChristenUnie | —     | 2     | 3     | 3     |
| SGP          | 3     | 3     | 2     | 2     |
| VVD          | 2     | 2     | 2     | 2     |
| PvdA         | 2     | 2     | 2     | 2     |
| RPF          | 2     | —     | —     | —     |
| Gesamt       | 13    | 13    | 13    | 13    |